# Cleistocactus buchtienii
Cleistocactus buchtienii ist eine Pflanzenart in der Gattung Cleistocactus aus der Familie der Kakteengewächse (Cactaceae).

## Beschreibung
Cleistocactus buchtienii wächst strauchig mit an der Basis verzweigten, starr aufrechten  Trieben und erreicht bei Durchmessern von bis 5 Zentimetern Wuchshöhen von bis zu 1,5 Metern (selten bis 3 Metern). Es sind etwa 16 bis 19 (selten bis 22) niedrige Rippen vorhanden, die auffällig gekerbt sind. Die nadeligen, rötlich braunen bis  strohgelben Dornen lassen sich nur schwer in Mittel- und Randdornen unterscheiden. Die 4 Mitteldornen sind ausgebreitet und bis 3,5 Zentimeter lang. Die 8 bis 15, bis 2 Zentimeter langen Randdornen sind schlank und ausgebreitet.
Die weinroten bis bläulich rosafarbenen Blüten sind bis 6 Zentimeter (selten bis 8 Zentimeter) lang. Die Spitzen der Blütenhüllblätter sind weinrot oder grünlich bis dunkelgrün. Die Blüten sind gerade oder sehr gering gebogen, stehen leicht aufwärts gerichtet ab und sind mit kurzen, dichten Haaren bedeckt, die aus den Schuppenachseln entspringen. Die Staubblätter ragen nicht oder kaum, der Griffel ragt wenig bis deutlich aus der Blüte heraus. Die kugelförmigen, an der Basis aufreißenden Früchte erreichen Durchmesser von 2 bis 3 Zentimetern. Sie sind an der ihrer Basis gelblich grün und darüber hell purpurfarben.

## Verbreitung, Systematik und Gefährdung
Cleistocactus buchtienii ist in den bolivianischen Departamentos Cochabamba, Chuquisaca und Santa Cruz in Höhenlagen von 2500 bis 2750 Metern (selten bis 3100 Metern) verbreitet.
Die Erstbeschreibung erfolgte 1936 durch Curt Backeberg. Ein nomenklatorisches Synonym ist  Echinopsis buchtienii (Backeb.) Anceschi & Magli (2013).
In der Roten Liste gefährdeter Arten der IUCN wird die Art als „Least Concern (LC)“, d. h. als nicht gefährdet geführt.

## Nachweise